# 斯圖代內波蒂克河
斯圖代內波蒂克河（羅馬化：Studenyi Potik）是烏克蘭的河流，位於該國西部，屬於赫尼拉利帕河的支流，流經利維夫州和伊萬諾-弗蘭科夫斯克州，河道全長24公里，流域面積120平方公里。